# Nuit au clair de lune
Nuit au clair de lune (en russe : Лунная ночь) est un tableau du peintre russe Ivan Kramskoï (1837-1887), réalisé en 1880. Il fait partie de la collection de la Galerie Tretiakov (sous le n° d'inventaire 676). Les dimensions du tableau sont de 178,8 × 135,2 cm,,.
Pendant sa création du tableau, le peintre a également appelé sa toile Vieux Peupliers et Nuit enchantée et, lors des premières expositions, il l'a intitulée simplement Nuit.

## Histoire
Kramskoï a commencé à travailler sur ce tableau en 1879. Il a été présenté à la 8e exposition des peintres Ambulants à Saint-Pétersbourg en 1880.
En 1880, le tableau est acheté à son auteur par le mécène Sergueï Tretiakov (ru) et devient partie de la collection de Sergueï Tretiakov (ru). En 1892, après la mort de Sergueï Tretiakov, le tableau a été légué par testament à la Galerie Tretiakov,,.

## Description
Le tableau Nuit au clair de lune est considéré comme l'un des plus lyriques de Kramskoï. Il représente une femme en robe blanche assise sur un banc, sous des arbres, pendant un clair de lune.
Dans l'une des premières versions, le modèle pour la toile était Anna Ivanovna Popova (1860-1942), future épouse du chimiste russe Dmitri Mendeleïev. Pour la version finale, l'artiste a fait poser l'épouse de Sergueï Tretiakov, Elena Andréievna Tetriakova (née Matveïeva).

## Critiques
La critique d'art Tatiana Kourotchkina, dans son livre sur Kramskoï, écrit que dans ce tableau « le peintre cherche à créer une image poétique d'une nuit lunaire magique, à montrer l'harmonie entre l'homme et la nature, à partir à la découverte du charme mystérieux des nuits de pleine lune, qui éveillent des rêves dans l'âme d'une jeune femme assise pensivement sur le banc d'un vieux parc ». Mais la critique d'art ajoute que « Kramskoï n'a pas réussi à éviter dans ce tableau une certaine théâtralité artificielle ».